# 호르스트안더마스

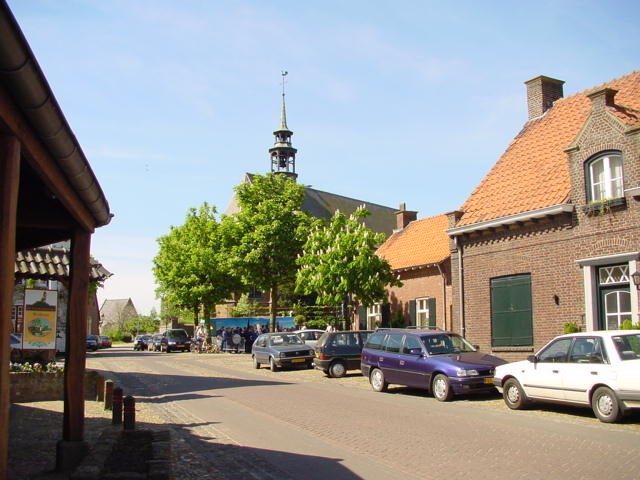
호르스트안더마스

호르스트안더마스의 위치

호르스트안더마스(네덜란드어: Horst aan de Maas)는 네덜란드 남부 림뷔르흐주의 도시로 면적은 191.92km2, 높이는 24m, 인구는 42,215명(2017년 8월 기준), 인구 밀도는 224명/km2이다.

시기
시 문장